# Lophogobius
Lophogobius  é um género de peixe da família Gobiidae e da ordem Perciformes.

## Morfologia
- Corpo robusto.
- A boca é obliqua.
- Possuem uma crista na nuca.
- As barbatanas pélvicas encontram-se fundidas num disco.
- Escamas grossas.[3]

## Espécies
- Lophogobius androsensis (Breder, 1932)[4]
- Lophogobius bleekeri (Popta, 1921)[5]
- Lophogobius cristulatus (Ginsburg, 1939)[6]
- Lophogobius cyprinoides (Pallas, 1770)[7][8][9][10][11][12][13]